# Jerzy Bagniewski
Jerzy Bagniewski (ur. 1910, zm. 1996) – polski marynarz, instruktor na żaglowcu szkolnym „Dar Pomorza”, żołnierz Armii Krajowej ps. Jajko

## Życiorys
Urodził się w Szczytach (powiat radomski) w rodzinie ziemiańskiej herbu Bawola Głowa, młodszy syn Michała Witolda i Łucji z Wisłockich. Ukończył Męskie Gimnazjum i Liceum Ziemi Mazowieckiej w Warszawie. Naukę rozpoczął w Szkole Morskiej w Tczewie, ukończył w Gdyni po przeniesieniu szkoły w 1930. Praktyki i rejsy szkolne odbywał na żaglowcach „Lwów”,  szwedzkim motorowcu „Nordland” oraz w stoczni gdańskiej. Jako praktykant pracował na statku „Pułaski”, później był asystentem maszynowym na s/s Kościuszko. Pracę tę przerwał z powodu służby wojskowej w l. 1934-35. Służył w kompanii łączności Szkoły Podchorążych Rezerwy Piechoty w Zambrowie, potem w Szkole Podchorążych Rezerwy Lotnictwa w Dęblinie, którą ukończył jako mechanik samolotowy, uzupełniając praktykę i teorię silników spalinowych oraz lekkich konstrukcji. Od 1936 do 1939 Pracował w Państwowej Wytwórni Prochu w Pionkach pod Warszawą jako kierownik wydziałowych warsztatów remontowych. W 1935 rozpoczął studia na Politechnice Lwowskiej, które przerwał, tytuł inżyniera uzyskał po II wojnie światowej w 1957 na Politechnice Gdańskiej. 
Zmobilizowany 26 sierpnia 1939 jako kapral podchorąży został skierowany do Brygady Pościgowej 1. Pułku Lotnictwa „Warszawa” z jego przydziałową 123. eskadrą myśliwską 2 pułku lotniczego „Kraków” (od 31 sierpnia 1939). Z chwilą wybuchu wojny awansowano go do stopnia podporucznika stanu wojny. Zajmował się logistyką, wyszukiwał trasy dla konwoju cystern z paliwem i pojazdów zaopatrzenia podczas ewakuacji na wschód. Do ok. 15 września 1939 zajmował się też przygotowaniem lotnisk, maskowaniem i zaopatrzeniem samolotów. Oddział został otoczony 18 września przez czołgi sowieckie. Żołnierze zostali wywiezieni do obozu w Starobielsku, a w kwietniu 1940 Rosjanie wywieźli oficerów do Katynia i wymordowali. Bagniewski przeżył, za radą kolegi zdjął naszywki oficerskie. Żołnierzy (nie oficerów) ze Strobielska, pochodzących z ziem zajętych przez Hitlera, Rosjanie transportowali wagonami by przekazać Niemcom. Bagniewskiemu uciekł z transportu, kiedy ten zwalniał na zakręcie. Związał się z podziemną Służbą Zwycięstwu Polsce-SZP, następnie Związkiem Walki Zbrojnej (przem. w Armię Krajową w lutym 1942). Jego zwierzchnikiem był jego starszy brat Tadeusz, czego nie wiedział. Montował aparaty radiowe, które ukrywał m.in. w lampach stołowych, prowadził nasłuch Londynu, oznaczał miejsca zrzutów lotniczych w gminie Jedlińsk. Po zadenuncjowaniu Tadeusza i rewizji domu Bagniewskich w Szczytach w styczniu 1943, aresztowano męską część rodziny. Gestapo w Radomiu poddało ich okrutnemu śledztwu i torturom. Bagniewski zachorował na tyfus. Wyrwany ze śledztwa dzięki przysłanej do więzienia paczcie z zakażoną żywnością, został przewieziony do szpitala. 11 listopada 1943 znalazł się  w transporcie Polaków wiezionych do obozu koncentracyjnego w Auschwitz Birkenau. Bagniewski przeżył w obozie dzięki pomocy wuja - Adama Wisłockiego, który w obozie przebywał od lutego 1943 oraz dzięki zajęciu jakie dostał. Został ewakuowany 10 listopada 1944 w niemieckim marszu śmierci do dalszych obozów: Gross-Rosen, Buchenwald, Natzweiler, Dauterger, Dachau. Po wyzwoleniu obozu w Dachau przez Amerykanów powrócił skrajnie wycieńczony transportem zbiorowym do Polski.
Pracował w stoczni gdyńskiej jako kierownik remontu jednostek pływających. Od 1946 zatrudniony jako II mechanik na statkach GAL-u. Bagniewski szykanowany za pochodzenie został wyłączony z pływania w utworzonych Polskich Liniach Oceanicznych. W czerwcu 1951 otrzymał dyplom mechanika okrętowego I klasy. W l. 1953-1958 pracował jako instruktor i starszy mechanik na statku „Dar Pomorza” w Państwowej Szkole Morskiej. Był prekursorem turystycznych nurkowań z aparatami oddechowymi. Od 1959 inspektor nadzoru technicznego Polskiej Żegludze Morskiej w Stoczni im. Komuny Paryskiej. Pływał na liniach europejskich, do Afryki Północnej Wschodniej i Zachodniej. Pracę marynarza ukończył 30 listopada 1972. W ostatnich latach życia cierpiał na syndrom poobozowy. Zmarł w sierpniu 1996.  

## Miejsce pochówku
Cmentarz komunalny w Gdyni (kwatera 71 / 34 / 12_1)